# STAYC
Le STAYC (스테이씨?; acronimo di Star To A Young Culture) sono un gruppo femminile sudcoreano formatosi nel 2020 e composto da Sumin, Sieun, Isa, Seeun, Yoon e J. Il gruppo nasce dall'agenzia fondata dal celebre duo di produttori Black Eyed Pilseung, High Up Entertainment. 
Il gruppo ha debuttato il 12 novembre 2020 con il brano "So Bad", con cui ha ottenuto un successo minimo. Tuttavia, la loro vera entrata nelle classifiche coreane è avvenuta con la pubblicazione del singolo "ASAP" nel 2021, arrivato in 9ª posizione sulla Circle Chart, e poi l'anno seguente con "Run2U", ottenendo la 4ª posizione.

## Storia

### Pre-debutto
Sieun era conosciuta sia per essere la figlia del cantante sudcoreano Park Nam-jung, che per i suoi ruoli di recitazione in The Good Wife, Queen for Seven Days, e The Crowned Clown. Ha vinto lo Youth Acting Award ai 2018 SBS Drama Awards, per il suo ruolo in Still 17.
Seeun era conosciuta per essere un'attrice, apparendo in show come The Guardians e Circle.
Prima del debutto, le Stayc erano conosciute come High Up Girls, chiamate come la loro agenzia, High Up Entertainment. I membri, insieme ad altre tirocinanti come Chang Chien-Chien ("Lydia") e Kim Min-jung, sono apparse nel documentario e serie di YouTube Originals K-pop Evolution, durante gli ultimi mesi prima del loro debutto.

### 2020: Debutto conStar to a Young Culture
L'8 settembre 2020 è stato annunciato che Black Eyed Pilseung della High Up Entertainment avrebbe fatto debuttare il suo primo gruppo femminile, con Sieun nominata come primo membro facente parte della formazione.
Esattamente un mese dopo, l'8 ottobre, High Up Entertainment annuncia che il gruppo avrebbe debuttato a novembre. Gli ultimi tre membri, Isa, J e Yoon, sono stati rivelati attraverso dei prologhi rispettivamente il 12, il 13 e il 14 ottobre. Il 22 ottobre è stato annunciato il titolo del loro singolo, Star to a Young Culture, insieme al brano apripista "So Bad". Il singolo è stato prodotto da Black Eyed Pilseung, conosciuto per numerose hit, come "TT" delle Twice, "Touch My Body" delle Sistar, "Roller Coaster" di Chungha e "Dumhdurum" delle Apink. Il duo di produttori ha descritto il sound del gruppo come "Teen Fresh", sottilineando i "colori vocali unici ed individuali" del gruppo. In occasione della pubblicazione del singolo, delle promozioni sono state fatte nel canale YouTube di 1theK, tra queste delle cover di ballo di gruppi come le Blackpink, i BTS e gli Stray Kids. Esse hanno avuto più di 1 milione di visualizzazioni. Hanno inoltre pubblicato una cover di canto di brani delle Twice e delle Red Velvet, che hanno ricevuto più di 2 milioni di visualizzazioni.
Il 12 novembre il video musicale per il brano apripista dell'album, "So Bad", è stato pubblicato, ricevendo oltre 2.6 milioni di visite nelle prime 24 ore. Il singolo è stato pubblicato in contemporanea al video musicale, vendendo oltre 4,300 copie nel suo primo giorno e ottenendo il maggior numero di copie vendute nel primo giorno per un album di debutto di un girl group nel 2020. Nella sua prima settimana, ha venduto oltre 10 mila copie, divenendo il primo album di debutto di un gruppo femminile k-pop a fare ciò nel 2020. Hanno promosso l'album tramite il loro spettacolo di debutto tramite l'app V Live. Il gruppo ha fatto il suo debutto negli show musicali il 13 novembre 2020, a Music Bank. L'album ha debuttato al numero 17 sulla classifica settimanale Gaon Album Chart. "So Bad" ha debuttato al 90º posto sulla K-pop Hot 100 di Billboard, e al 21° sulla World Digital Song Sales.

### 2021-presente: "ASAP", il primo EPStereotype,Young-Luv.com, "Beautiful Monster", "Teddy Bear" e "TEENFRESH"
Il gruppo ha fatto il suo ritorno l'8 aprile 2021 pubblicando il singolo Staydom, con il brano apripista "ASAP". Il video musicale del brano è stato pubblicato contemporaneamente all'album, ricevendo oltre 20 milioni di visualizzazioni su YouTube in nove giorni. Staydom ha venduto 56,198 copie nel suo primo mese.
Il 6 settembre dello stesso anno le STAYC hanno pubblicato il loro primo EP intitolato Stereotype, con il brano principale eponimo. Il video musicale ha ottenuto 30 milioni di visualizzazioni in 21 giorni. L'album ha registrato oltre 114 mila copie nella sua prima settimana. Il 14 settembre il gruppo ha ricevuto la sua prima vittoria in un programma musicale, a The Show.
Il 21 febbraio 2022 il secondo EP del gruppo, Young-Luv.com, e la title track "RUN2U", sono usciti. L'album ha debuttato in vetta alla Gaon Album Chart, così diventando il loro primo album a fare ciò. "RUN2U" si è invece classificata in quarta posizione sulla Gaon Digital Chart.
Le STAYC hanno pubblicato il loro terzo singolo We Need Love, contenente il brano apripista "Beautiful Monster".
Il 14 Febbraio 2023 hanno pubblicato l'album "Teddy Bear", con la canzone TEDDY BEAR e la canzone Poppy in versione coreana.
Il 16 Agosto 2023 hanno pubblicato l'album "TEENFRESH", composto da 6 tracce: "Bubble", "Not Like You", "I Wanna Do", "Be Mine", la versione inglese di "Bubble" e la sua versione Sped Up.

## Formazione
- Sumin (수민, nascita: 13 Marzo 2001) – Leader, voce, rap
- Sieun (시은, nascita: 1 Agosto 2001) – voce
- Isa (아이사, nascita: 23 Gennaio 2002) – voce
- Seeun (세은, nascita: 14 giugno 2003) – voce
- Yoon (윤, nascita: 14 aprile 2004) – voce
- J (재이, nascita: 9 Dicembre 2004) – voce, rap

## Discografia

### Album in studio
- 2024 – Metamorphic

### EP
- 2021 – Stereotype
- 2022 – Young-Luv.com
- 2023 – TEENFRESH

### Singoli
- 2020 – Star to a Young Culture
- 2021 – Staydom
- 2022 – We Need Love
- 2022 – POPPY
- 2023 – Teddy Bear

## Videografia
- 2020 – So Bad
- 2021 – ASAP
- 2021 – Stereotype
- 2022 – RUN2U
- 2022 – Beautiful Monster
- 2022 – POPPY
- 2023 – Teddy Bear
- 2023 – Bubble

## Riconoscimenti
Brand Customer Loyalty Award
- 2021 – Best Female Rookie Award